# Don't hold back on love
Don't hold back on love (en español: "No te contengas al amor") es el tercer sencillo del álbum One life de la cantante greco-sueca Helena Paparizou. Con este sencillo cerraba la promoción de su tercer álbum en inglés, One life.
- Datos: Q18644093